# N-Hexanotiol
n-Hexanotiol é um composto orgânico que, sob condições normais apresenta-se na forma de um líquido incolor com um odor característico. A sua fórmula química é C6H14S e a fórmula estrutural CH3(CH2)5SH. n-Hexanotiol é também referido como 1-mercapto-hexanol, e 1-hexanotiol e hexamercaptano.
n-Hexanotiol possui peso molecular de 118,2 g/mol, ponto de ebulição de 151 °C, uma densidade relativa de 0,84 g/cm3 (água = 1,0 g/cm3), é insolúvel em água, possuindo ponto de inflamação de 30 °C. É classificado com o número CAS 111-31-9.
Decomposição em temperaturas acima de 300°C e obtendo-se a 600°C aproximadamente 42% de hidrocarbonetos olefínicos.

## Efeitos ambientais e na saúde
É  de uma substância irritante para os olhos, pele e vias respiratórias. Sua inalação causa dor de cabeça, tontura, sonolência e náuseas.